# 15547 Xujiping
15547 Xujiping eller 2000 ET91 är en asteroid i huvudbältet som upptäcktes den 9 mars 2000 av LINEAR i Socorro County, New Mexico. Den är uppkallad efter Xu Jiping Bradley.
Asteroiden har en diameter på ungefär 2 kilometer.